# 엄마 결혼식 (1981년 영화)
"엄마 결혼식"은 한국에서 제작된 김원두 감독의 1981년 영화이다. 최윤석 등이 주연으로 출연하였고 김원두 등이 제작에 참여하였다.

## 출연

### 주연
- 최윤석
- 정희
- 김민희
- 이혜영

## 기타
- 조명: 장기종
- 녹음: 손인호